# Baur au Lac

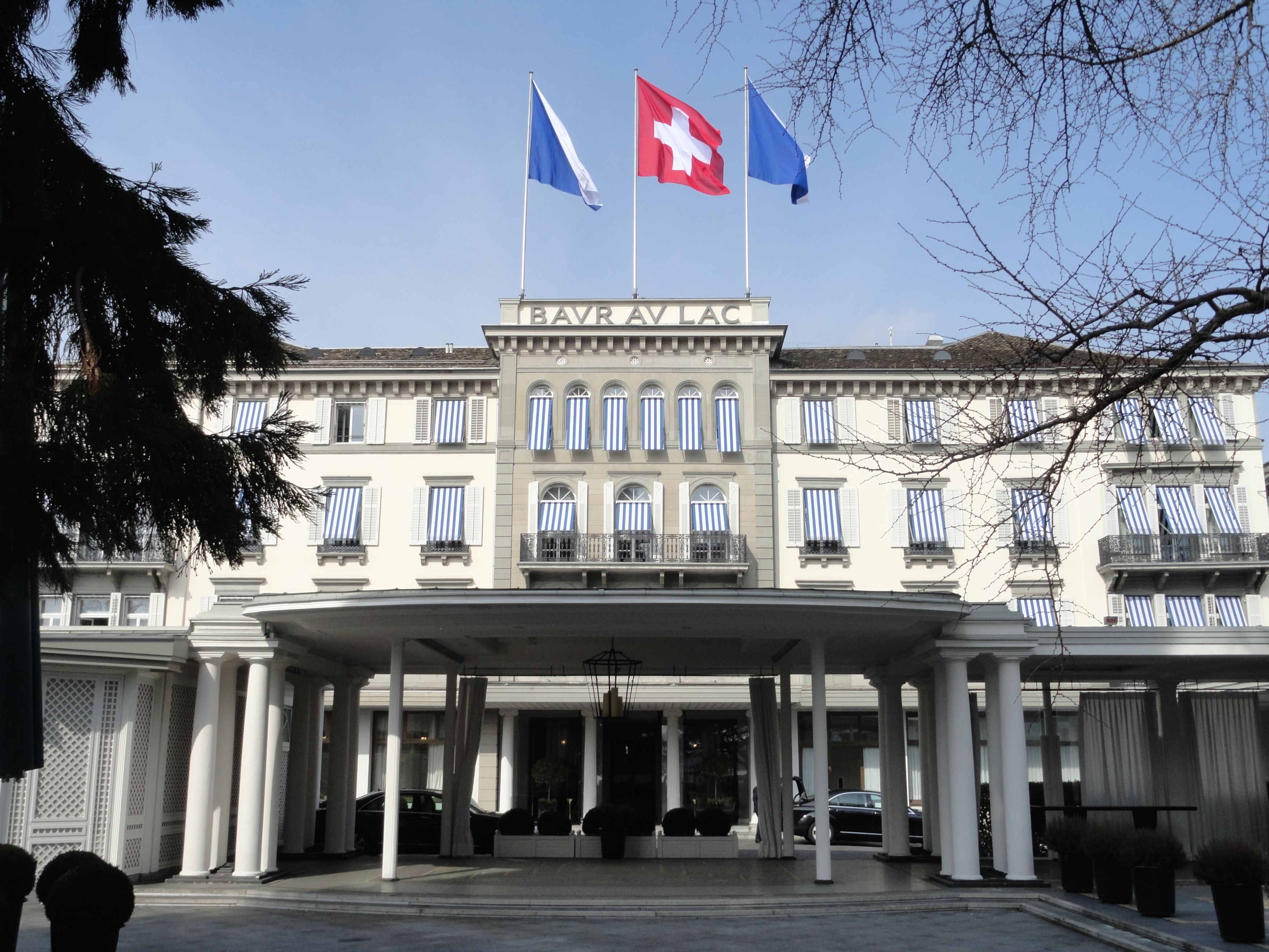
Отель Baur au Lac, Цюрих

Baur au Lac или Bauer au Lac — отель класса люкс на Тальштрассе, Цюрих, Швейцария.
Отель был открыт в 1844 году Йоханнесом Бауром и в настоящее время по-прежнему контролируется семьёй Баур. Был полностью отремонтирован в 2008—2010 годах. Входит в мировой консорциум The Leading Hotels of the World.
27 мая 2015 года в отеле Baur au Lac швейцарская полиция, действовавшая по просьбе ФБР, арестовала семь высокопоставленных чиновников ФИФА по обвинению в коррупции, положив начало ФИФА-гейту, крупнейшему в истории футбола коррупционному скандалу.